# Hamudi
Hamudi, znan tudi kot Kamudi, je bil zadnji faraon Petnajste egipčamske dinastije (Hiksi). Na oblast je prišel leta 1534 pr. n. št. ali 1541 pr. n. št. Vladal je iz Avarisa samo v severnem delu Egipta. Po kratki vladavini ga je iz Egipta pregnal  faraon Ahmoz I., s čimer se je končalo Drugo vmesno obdobje Egipta.

## Dokazi
Hamudi je na Torinskem seznamu kraljev omenjen v 28. vrstici 10. stopca kot zadnji hiški kralj. Razen te omembe ga trdno dokazujeta samo dva odtisa skarabeja, oba iz Jeriha.
Na valjastem pečatu neznanega porekla, morda iz Biblosa, je napis s kartušo, ki se morda bere Hamudi. Egiptolog Kim Ryholt je predlagal, da se ime bere Kandi, kar bi pomenilo, da gre za neznanega vladarja. Kakor koli že, tudi če bi se napis bral Hamudi, bi pomenil samo zapolnitev prostora in ne imena faraona Hamudija.

## Dolžina vladanja
Zaradi skromnih podatkov o datiranju Hamudijevega vladanja je Ryhold menil, da je bila njegova vladavina kratka, morda ne daljša od enega leta.  Če je to res, so ga takoj po prihodu na prestol,  morda v Šahurenu, zadnji hiški trdnjavi v Negevski puščavi, že oblegali Egipčani. 
Drugi egiptologi temu oporekajo in  se sklicujejo na 11. leto vladavine neznanega kralja, omenjenega v Rhindovem matematičnem papirusu. Ti egiptologi so prepričani, da je 11. leto pripadalo Hamudiju, ker besedilo omenja tudi Ahmoza I., ustanovitelja egipčanskega Novega kraljestva, kot »tistega na jugu«.
Drug datum iz Rhindovega papirusa izrecno omenja 33. leto vladanja Hamudijevega predhodnika Apepija. Na splošno velja, da je Ahmoz I. porazil Hikse v 18. ali 19. letu svojega vladanja. Trditev potrjuje napis v kamnolomu v Turi, ki pravi, da so se »pri odpiranju kamnoloma v 22. letu Ahmozovega vladanja uporabljali voli iz Kanaana«.  Ker so lahko vole v Egipt pripeljali šele po 3-6 letih obleganja Šahurena v južnem Kanaanu, ki je sledilo padcu Avarisa, pomeni, da se je Hamudijeva vladavina  končala najkasneje v 18. ali 19. letu Ahmozovega 25 let dolgega  vladanja. 